# Sero (rapper)

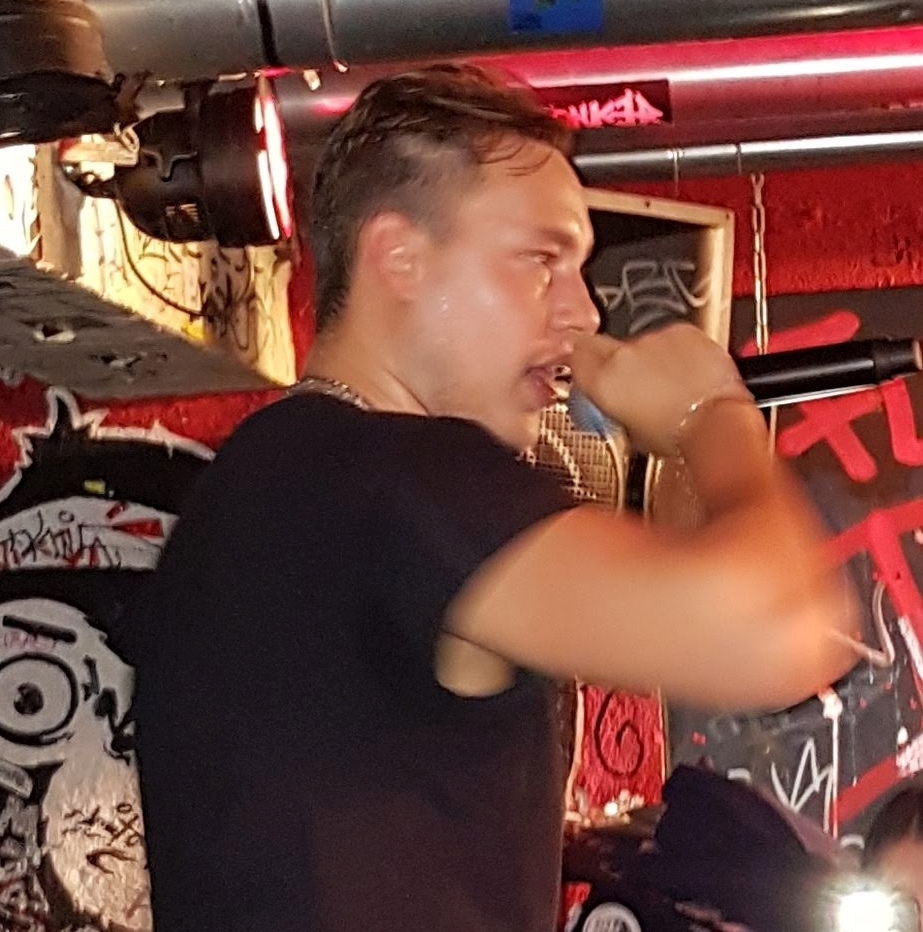
Sero (2018)

Stefan Hergli (Berlin-Schöneberg, 28 januari 1992), beter bekend onder zijn artiestennaam Sero, is een Duitse rapper.

## Levensloop
Hergli – zoon van een Duitse moeder en Tunesische vader – studeerde psychologie en schreef zich daarna in voor de studies regie en technische bedrijfskunde.
Hij maakte met mederappers de labelloze ep's Dickkopf uit 2013 en Halb Leer uit 2015. In 2017 verscheen zijn debuutalbum One and Only bij het Berlijnse platenlabel Four Music, dat in 2016 reeds het nummer Holy van hem had uitgebracht.
In 2020 speelde Hergli in een aflevering van Tatort de rol van politieagent. Zijn hiphopnummer "Fliegen" werd hierin als muziek gebruikt.

## Discografie
Albums
- 2017: One and Only (Four Music)
- 2018: Raw Tape (Four Music)
- 2020: Road to Rain (Four Music)
- 2020: Regen (Four Music)[5]

Ep's
- 2018: Sweet Tape (Four Music)
- 2019: Stormy (Four Music)

## Filmografie
- 2020: Tatort, aflevering 'Borowski und der Fluch der weißen Möwe'